# Németi László (matematikus)
Németi László (Nagyvárad, 1908. május 22.  – Kolozsvár. 1977. augusztus 10.) erdélyi magyar mérnök-matematikus.

## Élete
1926-ban érettségizett Nagyváradon. 1928 és 1935 között Németországban tanult, ahol 1935-ben elvégezte a drezdai műszaki egyetemet. 1937-től Bukarestben, majd Sepsiszentgyörgyön dolgozott. 1941 és 1943 között a kistarcsai internáló táborban volt. 1945 után Kolozsváron dolgozott különféle gyárakban, üzemekben, egy időben igazgató is volt.  1949 és 1953 között a Bolyai Tudományegyetemen is tanított.  1951-től a Román Akadémia kolozsvári Számítási Intézetében dolgozott, amelynek egy ideig aligazgatója is volt. 1971-ben doktorált a bukaresti műszaki egyetemen Programarea în timp a fabricaţiei (A gyártás időbeli programozása) című dolgozatával.

## Munkássága
Kutatási területei: numerikus matematika, optimalizálás és játékelmélet.

### Könyvei
- Németi, Ladislau: Programarea în timp a fabricaţiei, Cluj-Napoca, Editura Dacia, 1975.
- Németi, Ladislau: Metode euristice de ordonanţare a fabricaţiei, Cluj-Napoca, Editura Dacia, 1977.

### Tudományos cikkei
- Nemeti, L.: Ameliorations concernant la programmation temporelle de la fabrication en série. Rev. Anal. Numér. Théor. Approximation 2, 69-88 (1973).
- Nemeti, L.: On the scheduling problem in the case of several machines of the same type. Mathematica, Cluj 13(36), 251-261 (1971).
- Nemeti, L.: Eine Spezialanwendung der branch-and-bound-Methode (román nyelven). Stud. Cercet. Mat. 22, 1213-1221 (1970).
- Németi, Ladislau: Les méthodes de l’analyse mathématique dans la planification socialiste (román nyelven). Acad. Republ. Popul. Romîne, Fil. Cluj, Studii Cerc. Mat. 8, No.3-4, 369-390 (1958).
- Németi, Ladislau: Tensions thermiques dans des tubes aux parois minces dans le cas d’un champ thermique symétrique par rapport à l’axe (román nyelven). Acad. Republ. Popul. Române, Fil. Cluj, Studii Cerc. şti. 4, No.1-2, 64-72 (1953).
- Nemeti, L.: On optimum potentials. Econom. Comput. econom. Cybernetics Stud. Res. 1967, No.2, 73-80 (1967).
- Nemeti, L.: Bemerkungen zum Problem der Fertigungsprogrammierung. Mathematica, Cluj 9(32), 129-140 (1967).
- Nemeti, L.: Eine Anwendung der Theorie der Graphen in der Nomographie. Rev. Roum. Math. Pures Appl. 13, 827-833 (1968).
- Nemeti, L.: Sur le problème d’ordonnancement dans la fabrication en série. Rev. Franc. Inform. Rech. Oper. 2, No.11, 47-60 (1968).
- Németi, L.: Das Reihenfolgeproblem in der Fertigung mit Pufferbeständen. Rev. Roum. Math. Pures Appl. 13, 1009-1016 (1968).
- Nemeti, L.: Über die Durchführungsdauer eines Arbeitsganges in der Ablaufplanung. Bull. Math. Soc. Sci. Math. Répub. Soc. Roum., Nouv. Sér. 12(60) (1968), No.3, 81-86 (1969).
- Nemeti, L.: Das Reihenfolgeproblem in der Fertigungsprogrammierung und Linearplannung mit logischen Bedingungen. Mathematica, Cluj 6(29)(1964), 87-99 (1965).
- Nemeti, Ladislaus: Über den beginnenden plastischen Zustand bei unter innerem Überdruck stehenden Rohren. Z. Angew. Math. Mech. 40, 551-557 (1960).